# 德賴敦鎮區 (阿肯色州伊澤德縣)
德賴敦鎮區（英語：Drytown Township）是位於美國阿肯色州伊澤德縣的一個行政鎮區。

## 地方資料
德賴敦鎮區的面積為39.43平方千米，當中陸地面積為39.39平方千米，而水域面積為0.04平方千米。根據2010年美國人口普查的數據，當地共有人口288人，而人口密度為每平方千米7.3人。